# 동물 실험
동물 실험(動物實驗, 영어: laboratory animals, animal testing, animal experimentation, animal research, in vivo testing)이란 교육·시험·연구 및 생물학적 제제(製劑)의 생산 등 과학적 목적을 위하여 실험동물을 대상으로 실시하는 실험 또는 그 과학적 절차를 말한다. 전 세계적으로 매년 약 6억 마리의 동물들이 실험 동물로 쓰이고 있다고 추정된다. 대부분의 실험 동물들은 실험이 끝난 뒤 안락사를 시킨다. 실험 동물들은 대개 대량으로 사육되지만 몇몇 동물들은 야생에서 붙잡히기도 한다.
실험은 대학, 병원, 농장 뿐만 아니라 제약 회사, 화장품 회사, 식품 회사 등 많은 곳에서 동물 실험은 광범위하게 이루어지고 있다. 동물실험은 유전적 특징, 성장 과정, 행동 양식을 관찰하는 순수 조사뿐 아니라 이종이식, 약물 반응 검사, 독극물 반응 검사등에 이용된다.

## 정의
"동물 실험"이란 단어는 동물시험류 동물핵실험, 동물연구, 동물생체실험, 동물생체해부 등의 용어와 의미는 같지만 다른 어감을 지니고 있다. 문자 그대로 “동물생체해부”는 살아있는 동물을 “조각 조각 자르는 것”을 의미하고, 역사적으로는 살아있는 동물에 대해 "해부를 행했던 실험"을 가리킨다.
동물생체실험, 동물생체해부 등의 용어는 때때로 살아있는 동물을 사용하는 실험을 경멸조로 가리킬 때 쓰인다. 예를 들어, 브리태니커 백과사전은 동물생체해부라는 용어를 “치료가 아닌 실험을 목적으로 살아있는 동물을 조작하는 것; 더 넓게는 살아있는 모든 동물에 대한 실험을 가리킴”이라고 정의하는데, 옥스퍼드 포켓 영어사전에서는 “실험을 목적으로 살아있는 동물을 조작하는 일에 반대하는 사람들 사이에서만 사용되는 말”이라는 단서를 달고 있다.
영어에서는 동물생체실험이라는 용어는 고문, 고통, 그리고 죽음과 같이 부정적인 어감을 담고 있다. 결국 영어권에서는 동물생체실험이라는 용어는 동물을 이용한 연구에 반대하는 사람들이 사용하고 과학자들은 대체로 ‘동물 실험’이라는 말을 사용한다고 할 수 있다.

## 찬성과 반대
동물실험을 지지하는(찬성) 사람들은 20세기 들어 의학의 발전은 동물이 있었기 때문에 가능하다고 주장하고, 그리고 어떠한 정교한 컴퓨터도 분자, 세포, 조직, 기관, 생물 그리고 환경과의 상호관계를 제대로 파악할 수 없기 때문에 동물 실험이 필요하다고 말하였다.
이에 반해 PETA, BUA와 같은 NGO 단체들은 동물 실험의 필요성에 대해 의문을 제기하고 있다. 이들은 동물 던 관절염 치료제 오프렌은 61명의 사망자를 기록했으며, 마찬가지로, 휴지 실험을 통과한 심장치료제 에랄딘도 23명의 사망자를 만들어냈다. 반대로 인간에게는 아무런 부작용도 일으키지 않는 페니실린은 쥐 태아에게 사지 기형을 유발한다. 플레밍은 “우리가 1940년대에 이러한 동물 실험을 하지 않았다는 것은 다행스러운 일이다. 그랬더라면 페니실린을 결코 허가를 받지 못했을 것이고, 항생물질학 전 분야가 주목받지 못 했을 것이다.”이라고 회고했다고 한다.

## 역사

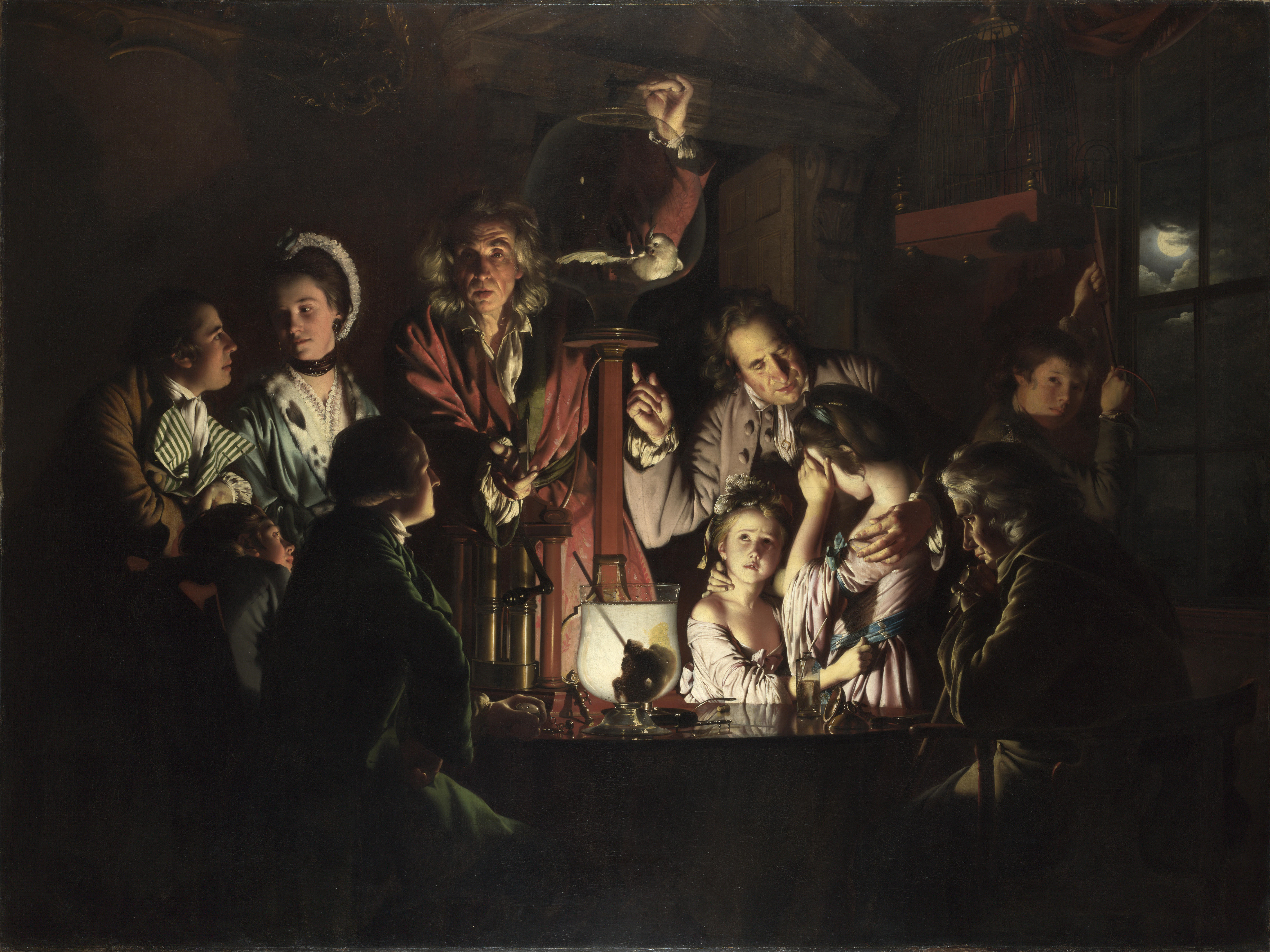
진공관 안의 새 한 마리 시험(An Experiment on a Bird in an Air Pump), 1768년, 조지프 라이트

동물 실험에 대한 최초의 기록은 기원전 4세기 그리스 문헌에서 발견된다. 아리스토텔레스(384-322BCE)와 에라시스트라투스(304-258BCE)는 최초의 동물 실험가들이다. 2세기 로마의 외과의사였던 갈렌은 돼지와 염소를 해부했는데 그때에 생체실험의 아버지로 알려져 있다. 12세기 (스페인의 남쪽 지방을 차지했던 무어족)아랍인 외과의사 아벤조아르 또한 동물을 해부했는데, 사람들을 치료하기 전에 치료법을 시험하는 수단으로서 동물 실험을 최초로 도입했다.
동물들은 과학 연구의 역사 속에서 지속적으로 이용되어 왔다. 1880년대에 루이 파스퇴르는 양에 탄저병을 유도하면서 배종설을 설득력 있게 설파했다. 1890년대에 이반 파블로프가 고전적 조건 형성을 설명하기 위해 개를 사용한 것은 유명한 일화이다. 인슐린은 1922년 개에서 최초로 분리되어 당뇨병 치료에 혁명을 불러 일으켰다. 1957년 11월 3일에 라이카라는 러시아 개는 지구의 궤도를 순회한 최초의 동물이 되었다. 1970년대에는 아르마딜로를 이용하여 나병 예방 백신과 항생 치료제가 개발되었고 사람에게 접종되었다. 동물의 유전을 변형하는 인간의 능력은 1974년 루돌프 제니쉬가 생쥐의 게놈(한 개체의 총체적인 유전 정보)에 SV40 바이러스의 DNA를 융합하여 최초의 유전자 이식 동물을 생산할 수 있게 되면서 큰 발걸음을 내디뎠다. 이러한 유전 연구는 급속하게 진보하여 1996년에는 성체 세포로부터 복제된 최초의 포유류, 복제 양 돌리가 탄생했다.
독성실험(toxicology testing)은 20세기에 들어와 중요한 위치에 놓이게 되었다. 19세기에는 약물을 규제하는 법이 지금보다 느슨했다. 미국을 예로 들어 보면, 미국 정부는 소비자들에게 해를 입혀 법정에서 기소 당한 약물에 대해서만 금지 조처를 내렸다. 그러나, 1937년에 약 복용자 100명의 목숨을 앗아간 엘릭서 술파닐아미드 재앙(엘릭서 술파닐 아미드는 “특효약 술파닐아미드”라는 뜻을 가진 한 제약 회사의 약품 이름이다.) 이후 미국 의회는 약을 시판하기 전에 동물 실험을 통해 약의 안전성을 시험하도록 하는 법안을 통과시켰다. 다른 나라들도 비슷한 법규를 만들었다. 1960년대에는 탈리도마이드 비극 이후 약을 시판하기 전에 반드시 임신한 동물에 시험을 거치도록 하는 또 다른 법안이 통과되었다.

### 역사적 논쟁

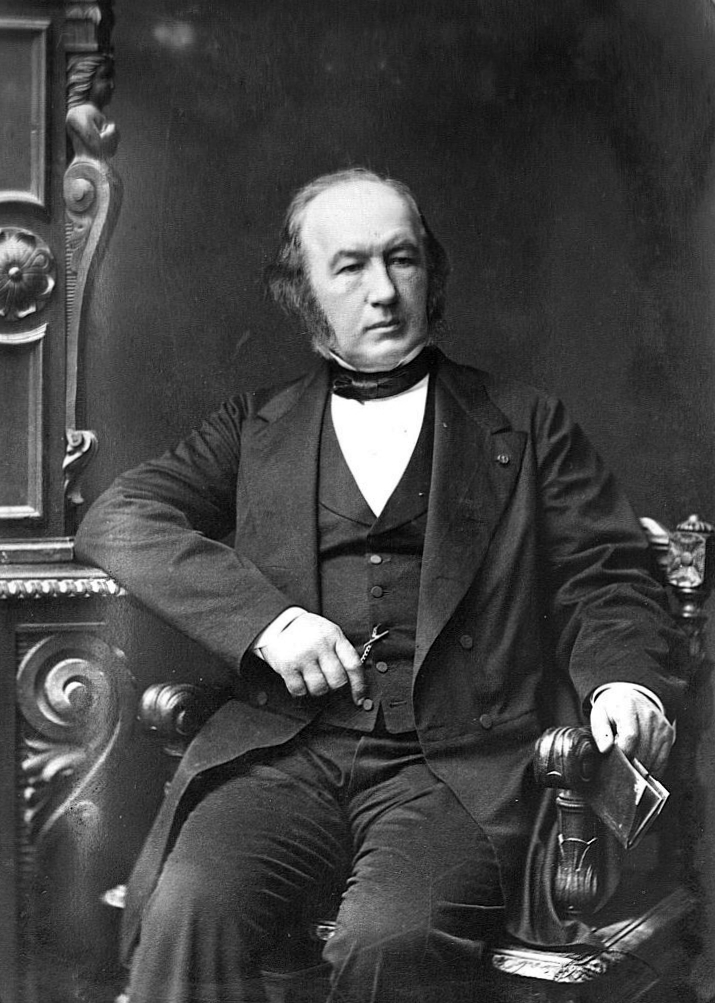
클로드 베르나르(Claude Bernard)
동물생체해부의 왕자로 알려짐. 동물 실험이 독성학과 인간 위생학에 확실한 증거를 제시할 수 있는 것이라고 주장함.

동물실험을 둘러싼 논쟁은 17세기로 돌아간다. 1655년, 갈레노스 학파(의술의 한 학파) 생리학자 에드문드 오메아라(Edmund O’Meara)는 “동물생체해부의 참혹한 고통이 동물의 몸 상태를 평소와 다른 상태로 만든다.”라고 말했다. 오메아라와 다른 학자들은 동물의 생체가 생체해부가 진행되는 동안에 고통에 시달리게 되고, 따라서 실험결과를 신뢰할 수 없게 만든다고 주장했다. 또한 윤리적인 측면에서도 인간의 이익을 충족시키는 것이 동물을 해치는 것을 정당화할 수 없다는 반대의견이 있었다. 동물시험의 초기 반대의견들은 또 다른 각도에서도 나왔다. 많은 사람들이 동물들은 인간보다 열등하기 때문에 인간과는 너무 달라서 동물시험으로 나온 결과는 인간에게 적용될 수 없다고 믿었다.
이와 반대 의견을 취하는 쪽에서는, 동물시험에 호의를 표하는 사람들이 동물에 대한 실험이 의학적, 생물학적 지식을 진보시키기 위해 필수적이라고 주장했다. “동물생체해부의 왕자”, 생리학의 아버지로 알려진 클로드 베르나르(Claude Bernard)는 1865년에 “생명의 과학은 훌륭한 것이고 눈부시게 빛이 나는 장소이다. 그것은 오직 길고 역겨운 부엌을 거쳐야만 얻을 수 있다.”라고 쓴 것으로 유명하다. 그러나 그의 부인 마리 프란시스 마틴(Marie Françoise Martin)은 1883년 프랑스에서 최초로 동물생체해부 반대 협회를 설립했다. 베르나르는 “동물에 대한 실험은 독성학과 인간 위생학에 확실한 증거로 작용할 수 있다…이러한 물질들이 미치는 영향은 정도의 차이만 있을 뿐 동물에게나 사람에게나 동일하다”고 주장하며 동물 실험을 표준적인 과학 방법론의 한 부분으로 확립시켰다. 1896년에, 심리학자이면서 외과의사인 월터(Walter B. Cannon) 박사는 “동물생체해부 반대자들은 테오도르 루즈벨트가 ‘양심 없는 상식은 범죄에 이르게 된다, 그러나 상식 없는 양심은 어리석음에 이르는데, 이 어리석음이 범죄의 시녀다.’라고 묘사했던 사람들 중 두 번째 부류에 해당한다.”라고 말했다. 동물시험에 찬반하는 집단들의 분열은 1900년대 초, 갈색 개 사건(the brown dog affair), 즉 해부당한 개를 기리는 기념비를 100여명의 의학 대학생들과 동물생체해부 반대 운동가들 및 경찰이 둘러싼 사건을 통해 처음으로 세간의 주목을 받았다.

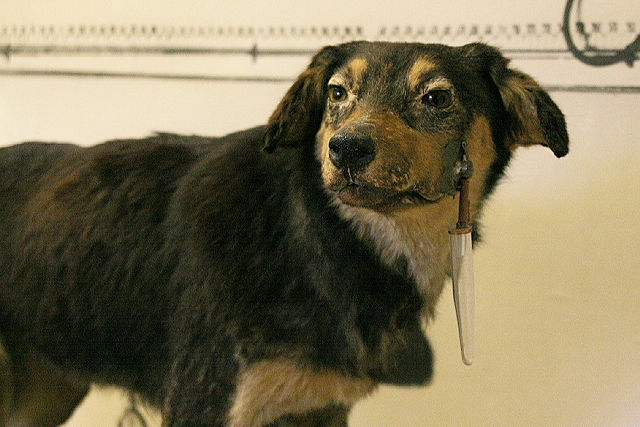
파블로프의 실험에 사용되었던 개들 중 한 마리. 침받이와 튜브가 식도 부분에 삽입되었다. 파블로프 박물관(Pavlov Museum), 2005

1822년에는 영국 의회에서 처음으로 동물 보호 법안(animal protection law)이 제정되었고, 1876년에는 최초로 동물시험 규제를 겨냥한 동물학대법(Cruelty to Animals Act)이 제정되었다. 이 법안은 찰스 다윈의 주도 하에서 이루어졌다. 그는 1871년 3월에 래이 랑케스터에게 편지를 썼다. “당신은 동물생체해부에 대한 제 의견을 물었죠. 저는 동물생체해부가 생리학의 실제적인 연구에 타당성을 지닌다고 생각합니다, 단 혐오스럽고 지독한 목적을 위해서라면 안되겠지요. 동물생체해부는 저를 공포로 아프게까지 하는 주제입니다. 그래서 저는 이것에 대해 더 이상 언급하고 싶지 않아요, 안 그러면 오늘 밤 절대 잠을 이루지 못할 테니까요.” 미국에서 처음으로 동물 의학연구 사용에 반대한 것은 1860년대, 헨리 버그가 미국동물학대방지연합을 설립했을 때였다. 이와 함께 1883년에는 동물생체해부반대에 특별히 집중한 미국생체해부반대연합을 설립했다. 이 분야의 동물생체해부반대운동가들은 전반적으로 자비의 확산이 문명화의 커다란 원인이었으며, 동물생체해부는 악하다고 믿었다. 그러나, 미국에서 동물생체해부반대운동가들의 노력은 의료계의 앞서는 조직력과 영향력에 밀려 모든 법률 제정에 실패하였다. 전반적으로 이러한 움직임은 1966년, 실험동물복지법이 통과되기 전까지 제도적인 면에서 거의 성공을 거두지 못하였다.

## 참고 문헌
- 김동훈, 동물법 이야기, 펫러브, 2013. ISBN 978-89-965271-2-1

## 같이 보기
- 동물권
- 동물법
  - 동물보호법
- 동물복지(동물보호)
- 동물학대